# العلاقات اللاتفية الموزمبيقية
العلاقات اللاتفية الموزمبيقية هي العلاقات الثنائية التي تجمع بين لاتفيا وموزمبيق.

## مقارنة بين البلدين
هذه مقارنة عامة ومرجعية للدولتين:
| وجه المقارنة                                              | لاتفيا                                             | موزمبيق          |
| --------------------------------------------------------- | -------------------------------------------------- | ---------------- |
| المساحة (كم2)                                             | 64.59 ألف                                          | 801.59 ألف       |
| عدد السكان (نسمة)                                         | 1.93 مليون                                         | 29.67 مليون      |
| الكثافة السكانية (ن./كم²)                                 | 29.88                                              | 37.01            |
| العاصمة                                                   | ريغا                                               | مابوتو           |
| اللغة الرسمية                                             | اللغة اللاتفية                                     | اللغة البرتغالية |
| العملة                                                    | يورو، لاتس لاتفي، الروبل اللاتفي ‏، الروبل اللاتفي ‏ | متكال موزمبيقي   |
| الناتج المحلي الإجمالي (بليون دولار)                      | 30.26 مليار                                        | 12.33 مليار      |
| الناتج المحلي الإجمالي (تعادل القوة الشرائية) بليون دولار | 49.24 مليار                                        | 33.35 مليار      |
| الناتج المحلي الإجمالي الاسمي للفرد دولار أمريكي          | 14.06 ألف                                          | 529              |
| الناتج المحلي الإجمالي للفرد دولار أمريكي                 | 23.55 ألف                                          | 1.13 ألف         |
| مؤشر التنمية البشرية                                      | 0.819                                              | 0.416            |
| رمز المكالمات الدولي                                      | +371                                               | +258             |
| رمز الإنترنت                                              | .lv                                                | .mz              |
| المنطقة الزمنية                                           | ت ع م+02:00، ت ع م+03:00، أوروبا/ريغا ‏             | ت ع م+02:00      |

## منظمات دولية مشتركة
يشترك البلدان في عضوية مجموعة من المنظمات الدولية، منها:
| علم المنظمة | اسم المنظمة                               | تاريخ انضمام لاتفيا | تاريخ انضمام موزمبيق |
| ----------- | ----------------------------------------- | ------------------- | -------------------- |
|             | الاتحاد البريدي العالمي                   | ?                   | ?                    |
|             | مؤسسة التنمية الدولية                     | 11 أغسطس 1992       | 24 سبتمبر 1984       |
|             | منظمة حظر الأسلحة الكيميائية              | ?                   | ?                    |
|             | منظمة التجارة العالمية                    | 1999                | ?                    |
|             | الأمم المتحدة                             | 17 سبتمبر 1991      | 16 سبتمبر 1975       |
|             | وكالة ضمان الاستثمار متعدد الأطراف        | 21 أغسطس 1998       | 23 نوفمبر 1994       |
|             | منظمة الشرطة الجنائية الدولية             | ?                   | ?                    |
|             | مؤسسة التمويل الدولية                     | 29 سبتمبر 1993      | 24 سبتمبر 1984       |
|             | المنظمة الهيدروغرافية الدولية             | ?                   | ?                    |
|             | الاتحاد الدولي للاتصالات                  | 11 ديسمبر 1921      | 4 نوفمبر 1975        |
|             | البنك الدولي للإنشاء والتعمير             | 11 أغسطس 1992       | 24 سبتمبر 1984       |
|             | المركز الدولي لتسوية المنازعات الاستشارية | 7 سبتمبر 1997       | 7 يوليو 1995         |
|             | يونسكو                                    | 9 يوليو 1951        | 11 أكتوبر 1976       |

## وصلات خارجية
- موقع وزارة الخارجية اللاتفية
- موقع وزارة الخارجية الموزمبيقية